# Lucio Fontana
Lucio Fontana (Rosario, 19 de febrero de 1899-Comabbio, 7 de septiembre de 1968) fue un pintor, ceramista y escultor ítalo-argentino. Fundó en 1946 el Espacialismo.

## Biografía
Fue hijo de padre italiano (Luigi) y madre argentina. Pasó los primeros años de su vida en Italia, se enrola en el Ejército Italiano, combate en la Primera Guerra Mundial, es herido y le otorgan una medalla de plata al mérito. En 1921 regresó a Argentina, donde permaneció hasta 1928, trabajando como escultor junto a su padre hasta el momento en que abrió su propio Estudio.
En 1928 regresó a Italia, donde en 1930 presentó su primera exposición, organizada por la galería Il Milione, en Milán. En la siguiente década viajó varias veces entre Italia y Francia, trabajando con artistas de arte abstracto y también con expresionistas.
En 1940 retornó nuevamente a Buenos Aires, Argentina, lugar donde en 1946 fundó, junto con algunos de sus alumnos la academia Altamira y dio a conocer el Manifiesto Blanco, en el cual sostiene "La materia, el color y el sonido en movimiento son los fenómenos cuyo desarrollo simultáneo integra el nuevo arte".

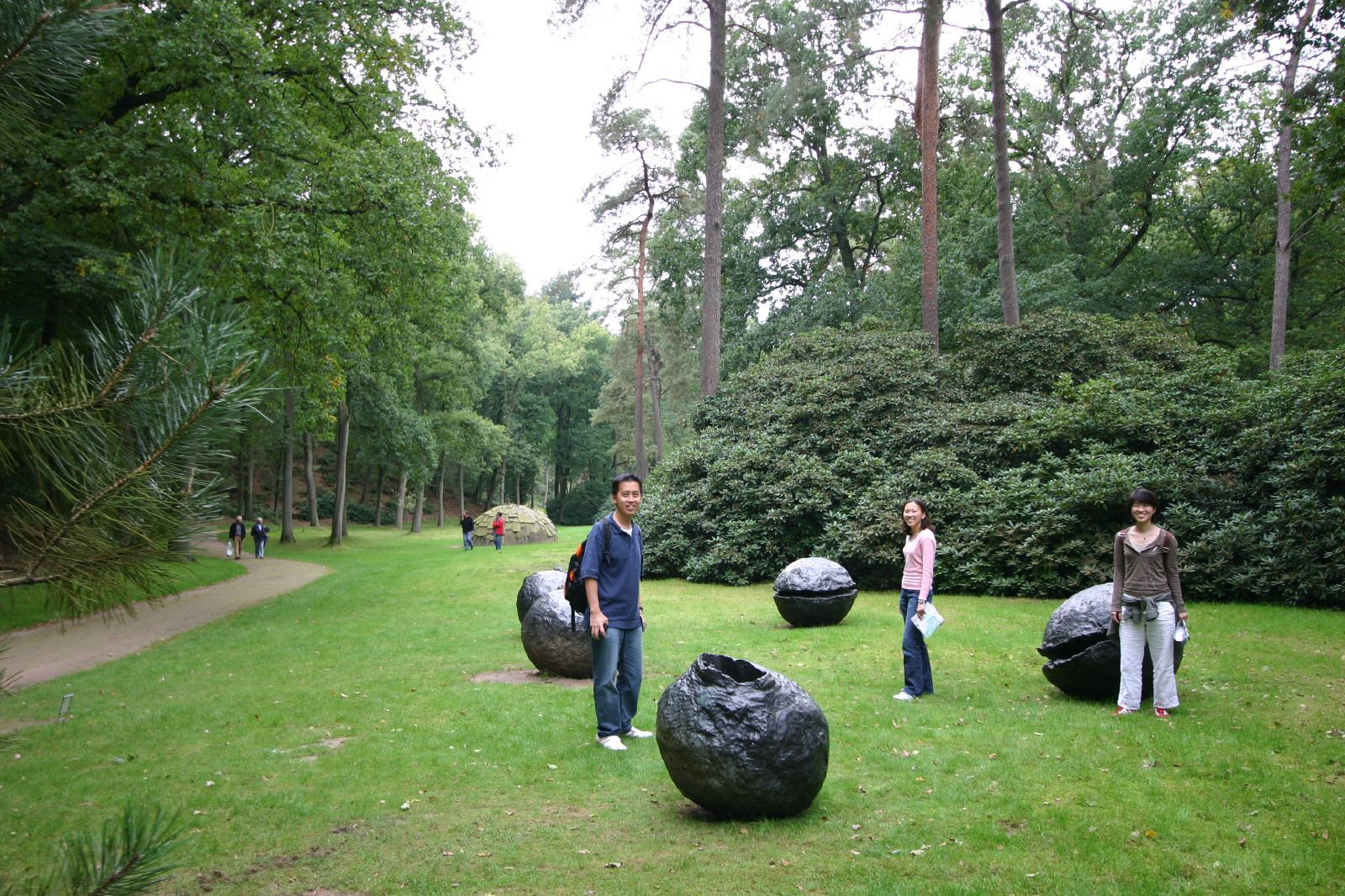
Escultura Concetto Spaziale "Natura" (1959-1960) en Países Bajos

Nuevamente en Milán, en 1947 apoyó junto a otros escritores y filósofos el primer manifiesto del espacialismo, retomando al mismo tiempo sus trabajos de cerámica en Albisola. En este nuevo concepto explora los límites espaciales de aquello que se ve y aquello que no, en cada una de sus obras. 
A partir de 1958 inició la denominada serie de los tajos, consistente en agujeros o tajos sobre la tela de sus pinturas, los cuales dibujan el signo de lo que él mismo denomina "un arte para la Era Espacial". Por esos años, en 1959, Fontana realizó presentaciones con telas recortadas con múltiples elementos combinables, denominando a estos conjuntos "Quanta". 
Fontana participó en la Bienal de San Pablo y en numerosas exposiciones en Europa y en Oriente, así como también en Londres, París y Nueva York. Es en esta última ciudad donde, poco antes de su muerte, estuvo presente en la manifestación Destruction Art, Destroy to Create (Arte de Destrucción, Destruir para crear ) en el Finch College Museum of Art. Poco tiempo después abandona Milán y se traslada a Comabbio, poblado del cual es originaria su familia, donde muere el 7 de septiembre de 1968.
Sus obras se encuentran en las colecciones permanentes de más de cien museos de todo el mundo. Es suyo el busto del periodista y fundador del periódico 'La Capital', obra en mármol de Carrara.
Algunos de los continuadores de los postulados de Fontana en Italia son Piero Manzoni, Castellani, Agostino Bonalumi, Paolo Scheggi y Nigro, Alviani y Mari. En España el escultor Pablo Serrano, quien entabló amistad con Fontana en sus años en Rosario, es considerado uno de los artistas que más ha aplicado y difundido las ideas de Fontana en la Península ibérica a través del manifiesto del Intraespacialismo.